# Locomotive Breath
Locomotive Breath é uma banda de hard rock com influências de metal progressivo, originária da cidade de Karlshamn, em Blecíngia, Suécia.

## História
A banda foi fundada pelo guitarrista Janne Stark (membro fundador da banda Overdrive) em 1995.
A banda também contava com o baixista Ulf Kronsell (Blue Town, E-type, Solid Flow), o baterista Mats Brandström (T for Trouble) e o cantor Herman Saming (A.C.T). Train Of Events foi lançado pela gravadora alemã BlueStone em 1997, e no Japão no ano segunite (contendo uma bonus track).
Em 1999 Mats foi substituído por Peter Svensson, gravando as cover's "Scream Of Anger" da banda Europe e "I Can´t Feel Nothing" da Captain Beyond para dois álbuns de tributo. Pete era um substituto temporário, pois Jimmy Lexe (Solid Flow) ficaria durante algum tempo com a vaga. A primeira contribuição de Lexe seria no cover "Warriors" da banda Thin Lizzy, para outro álbum tributo.
Logo após planejarem um novo álbum, Herman deve de deixar o grupo, tendo que também estava trabalhando com A.C.T. Foi contratado o cantor Mattias Osbäck, e lançaram em 2002, o segundo álbum, Heavy Machinery, um nome serviu bem para demonstrar um aproximação de uma música mais pesada. O álbum tem como convidados Roland Grapow (Kaleidoscope e ex-Helloween), Mattias IA Eklundh (Freak Kitchen), Micke "Nord" Andersson e Pontus Norgren.
Em junho de 2003, o baterista Jimmy foi substituído por Ted Wernersson. Ted fez o seu  debute ao vivo no Sweden Rock Festival, e lançaram Train of New Events, a remasterização de Train of Events com algumas faixas bônus.
Em  dezembro de 2005, a banda ficaria ainda mais completa com a entrada do baixista Mats "Staa" Petersson (ex-Headless Cross) e o guitarrista David Blome (Unchained).

## Integrantes
Atuais
- Mattias Osbäck - vocal
- Janne Stark - guitarra
- David Blome - guitarra
- Ulf Kronsell - baixo
- Ted Wernersson - bateria

Ex-integrantes e convidados
- Herman Saming - vocais (em "Locomotive Breath", "Train Of Events", "Reign Of Terror" e "Train Of New Events")
- Mattias Eklundh - guitarra
- Kjell Jacobsson - guitarras (em "Locomotive Breath")
- Mats Brandström - bateria (em "Locomotive Breath", "Train Of Events" & "Train Of New Events)
- Jimmy Lexe - bateria(em "Reign Of Terror" & "Heavy Machinery")
- Peter Svensson  - bateria

## Discografia
Álbuns de estúdio
- 1998 - Train Of Events
- 2002 - Heavy Machinery
- 2003 - Train Of New Events (relançamento do primeiro álbum remasterizado e com faixas bônus)
- 2005 - Change of Track

Demos
- 1996 - Locomotive Breath
- 2001 - Reign Of Terror